# Куценко, Геннадий Иванович
Геннадий Иванович Куценко (4 мая 1945, Куйбышевка-Восточная, Амурская область, СССР — 21 июня 2022) — советский и российский учёный, специалист в области гигиены детей и подростков, академик РАМН (2002), академик РАН (2013).

## Биография
Родился 4 мая 1945 года в г. Куйбышевка-Восточная (сейчас это город Белогорск Амурской области.
В 1968 году окончил 1-й Московский медицинский институт имени И. М. Сеченова.
В 1999 году избран членом-корреспондентом РАМН.
В 2002 году избран академиком РАМН.
В 2013 году стал академиком РАН (в рамках присоединения РАМН и РАСХН к РАН).
Был генеральным директором ООО «Клиника персональной медицины МедКон».
Скончался 21 июня 2022 года. Похоронен в Пушкино Московской области на Ново-Деревенском кладбище (участок 1).

## Научная деятельность
Специалист в области гигиены детей и подростков.
Вёл разработку широкого круга актуальных и приоритетных медико-профилактических проблем. Центральное место в его исследованиях отведено решению актуальных проблем гигиены детей и подростков — оценке состояния здоровья и образа жизни детского и подросткового населения различных регионов страны; комплексной оценке труда, здоровья, физического развития и функционального состояния молодежи и другим.
Под его руководством подготовлено и защищено 24 докторских и 36 кандидатских диссертаций.
Автор более 350 научных работ в более 20 монографий.
Был членом редколлегии журнала «Гигиена и санитария».